# Asad Ghanma
Vous pouvez aider à l'améliorer ou bien discuter des problèmes sur sa page de discussion.
- Il ne cite pas suffisamment ses sources. Vous pouvez indiquer les passages à sourcer avec {{référence nécessaire}} ou {{Référence souhaitée}}, et inclure les références utiles en les liant aux notes de bas de page. (Marqué depuis juin 2025)
- Il est orphelin : moins de trois articles lui sont liés. Aidez à ajouter des liens en plaçant le code [[Asad Ghanma]] dans les articles relatifs au sujet. (Marqué depuis juin 2025)

- Archive Wikiwix
- Bing
- Cairn
- DuckDuckGo
- E. Universalis
- Gallica
- Google
- G. Books
- G. News
- G. Scholar
- Persée
- Qwant
- (zh) Baidu
- (ru) Yandex
- (wd) trouver des œuvres sur Wikidata

Asad Ghanma (14 février 1930-18 juillet 2006) (en arabe : غنما أسعد) est un chrétien orthodoxe jordanien. De la ville de Al Hisn (en), dans le Nord de la Jordanie, il a servi comme major et commandant du bataillon d'infanterie de la 48e armée jordanienne lors de la guerre des Six Jours et de la bataille de Karameh. Après la guerre de 1967, il fut promu au grade de brigadier général et est resté dans les Forces armées jordaniennes jusqu'à sa retraite, il est surtout connu pour son rôle dans l'incident Samu (en).